# Poleana, Horodok
Poleana (în ucraineană Поляна) este un sat în comuna Monastîreț din raionul Horodok, regiunea Liov, Ucraina.

## Demografie
Componența lingvistică a localității Poleana
     Ucraineană (99,6%)
     Alte limbi (0,4%)
Conform recensământului din 2001, majoritatea populației localității Poleana era vorbitoare de ucraineană (99,6%), existând în minoritate și vorbitori de alte limbi.